# Tyrinthia
Tyrinthia is een kevergeslacht uit de familie van de boktorren (Cerambycidae). De wetenschappelijke naam van het geslacht werd voor het eerst geldig gepubliceerd in 1866 door Bates.

## Soorten
Tyrinthia omvat de volgende soorten:
- Tyrinthia aurantia Martins & Galileo, 2007
- Tyrinthia biformis Bates, 1885
- Tyrinthia capillata Bates, 1866
- Tyrinthia colombiana Galileo & Martins, 2009
- Tyrinthia dioneae Martins & Galileo, 2004
- Tyrinthia frontalis (Guérin-Méneville, 1855)
- Tyrinthia klugii (Thomson, 1868)
- Tyrinthia lycinella Bates, 1881
- Tyrinthia moroiuba Martins & Galileo, 1991
- Tyrinthia nigroapicata Galileo & Martins, 2009
- Tyrinthia obtusa Bates, 1881
- Tyrinthia paraba Martins & Galileo, 1991
- Tyrinthia patula Galileo & Martins, 2005
- Tyrinthia photurina Bates, 1885
- Tyrinthia picticornis Martins & Galileo, 1991
- Tyrinthia scissifrons Bates, 1866
- Tyrinthia turuna Martins & Galileo, 1993
- Tyrinthia xanthe Bates, 1881